# Adrienne Vittadini
Adrienne Vittadini (* 9. Oktober 1943 als Adrienne Tóth in Győr, Königreich Ungarn) ist eine US-amerikanische Modeschöpferin ungarischer Abstammung.
Die 1979 gegründete Modemarke Adrienne Vittadini war zunächst für Strickwaren bekannt, heute steht sie für Damenbekleidung, Accessoires und Parfüms. 
Das Unternehmen Adrienne Vittadini Inc. war bis 1996 im Besitz der Gründerin, seit 2013 gehört es zur Authentic Brands Group.

## Leben
Während des Ungarischen Volksaufstands 1956 floh Adrienne Vittadini mit ihren Eltern, dem Arzt Alexander und seiner Frau Aranka Tóth, in die USA. Dort absolvierte sie 1962 bis 1966 ihre Ausbildung am Moore College of Art and Design in Philadelphia. 1965 absolvierte sie ein Praktikum beim Designer Louis Féraud in Paris, später bei Emilio Pucci in Florenz. 1972 heiratete sie ihren Lebens- und Geschäftspartner Gianluigi Vittadini.

## Karriere
1967 begann Vittadini in New York als Designerin zu arbeiten. Von 1968 bis 1971 zeichnete sie die SW1-line für die Marke Rosanna der Warnaco Inc., ein New Yorker Bekleidungsunternehmen. Von 1976 bis 1979 entstanden erste Kollektionen für die Marke Avanzara des Unternehmens Kimberly Knits. 1979 gründete sie ihr eigenes Unternehmen, mit dem sie erfolgreich Strickwaren vermarktete und so andere amerikanische Modeunternehmen dazu inspirierte, Strickwaren in ihr Sortiment aufzunehmen. Dies verhalf der Designerin zum Durchbruch, weshalb auch sie den Spitznamen Queen of Knitwear erhielt – in etwa gleichzeitig wie Sonia Rykiel. Vittadini ließ sich in ihren Entwürfen von Künstlern wie Alexander Calder und Joan Miró, sowie von norwegischem Design, russischen Stickereien und dem Comic-Charakter Dick Tracy inspirieren. Sie führte auch den Einsatz von computergesteuerten Techniken zur Elastan-Textilverarbeitung und Musterentwicklungen in die Branche ein. 1990 wurde die Marke Adrienne Vittadini beim US-Patent- und Markenamt registriert, 1992 die Marke A2F ALL ABOUT FASHION (bis 2001).
1992 nannte sie das Magazin People eine der 50 erfolgreichsten Menschen der Welt. Seit 1999 leben Adrienne und Gianluigi Vittadini in Sarasota, Florida, wo sie ein Unternehmen für Immobilien und Interior Design betreiben.

## Entwicklung von Adrienne Vittadini, Inc.
1982 stieg Victor Coopersmith aus dem 1979 zusammen mit Vittadini gegründeten Unternehmen AVVC aus, seine Stelle nahm Vittadinis Ehemann an, und die Firma wurde in Adrienne Vittadini Inc. umbenannt. 1987 entstand die Vopco Inc., New York, als Franchising-Geber für ihre Kollektionen. Eine erste Boutique eröffnete sie in Beverly Hills, später gestalte Gaetana Aulenti sechs ihrer Boutiquen, darunter die auf dem Rodeo Drive in Los Angeles. 1995 präsentierte das Unternehmen ein erstes Parfüm. Von 1984 bis 1993 wurde ihre Strickmode, Leggings und Badeanzüge unter anderem in Lizenz von Cole of California hergestellt, in den folgenden Jahren von O.A.S. Industries. In den 1990er Jahren litt das Unternehmen unter Missmanagement, ab 1995 wurden die Kollektionen über den Versandhandel verkauft, die Boutiquen schlossen. 1996 kam die preiswertere AV Options line (später Vittadini Options line) auf den Markt. 1997 lancierte Vittadini eine Pflegeprodukt-Serie. Vittadini verkaufte 1996 ihr Unternehmen an Marisa Christina Inc., blieb aber Vorsitzende. Ziel war es, unter anderem mit Liz Claiborne konkurrieren zu können. Die Vittadinis zogen sich 1998 aus der Unternehmensführung zurück, und Adrienne Vittadini Inc. wurde im September 1999 an das Bekleidungsunternehmen deV&P Inc. verkauft.
Im Jahr 2000 meldete De V&P Inc. in New York Insolvenz an. 2001 ging Marke Adrienne Vittadini an die Casual Corner Group über. Diese gehörte der Retail Brand Alliance des Italieners Claudio Del Vecchio. Ziel war es, die Kollektionen wieder in Ladengeschäften zu vermarkten. 2005 verkaufte Del Vecchio die Casual Corner Group an die Gordon Brothers Group, eine weltweit tätige Beratungs-, Restrukturierungs- und Investmentfirma.
Seit Januar 2013 gehört Adrienne Vittadini, LLC der Authentic Brands Group, die Kollektionen werden unter anderen über die Handelsketten Neiman Marcus, Lord & Tailor und Macy’s verkauft.
Im April 2017 wurde bekannt, dass beim Modediscounter Stein Mart einige Produkte der Modelinie von Ivanka Trump unter dem Label Adrienne Vittadini verkauft worden waren. Die G-III Apparel Group, die Trumps Kollektionen in Lizenz produziert, übernahm die Verantwortung der fälschlichen Labellierung, die Gründe dafür blieben unklar.

## Auszeichnungen
- 1984: Coty American Fashion Critics Award[1]
- 1985: Dallas Designer Sportswear Award
- 1987: Albert Einstein Spirit of Achievement Award for Design and Business
- 1990: Fashion Group International Award for Women Who Have Influenced Fashion
- 1992: Metropolitan Home: Design 100 Award
- 1993: Art of Achievement Award
- 1996: Cancer Care Fashion Leadership Award
- 2003: Moore College of Art Visionary Woman Award[14]
- 2007: Ungarischer Verdienstorden[15]